# Leucas penduliflora
Espèce
Statut de conservation UICN

 VU D2 : Vulnérable
Leucas penduliflora est une espèce de plantes à fleurs de la famille des Lamiaceae. Elle a été décrite par Abdul Nasser Al-Gifri et Helen Cortés-Burns en 2004 dans Ethnoflora of the Soqotra Archipelago.